# Codenames
Codenames ist ein Familienspiel von Vlaada Chvátil, erschienen 2015 im Verlag Czech Games Edition und im Heidelberger Spieleverlag. Es wurde 2016 mit dem Kritikerpreis Spiel des Jahres ausgezeichnet.
Das Deduktionsspiel beruht auf der Fähigkeit, Überbegriffe zu finden, mit denen assoziierte Wörter identifiziert werden können.

## Spielprinzip
Das Spiel ist in ein Agenten-Thema eingefügt, die beiden Teams (blau und rot) müssen ihre eigenen Agenten identifizieren und nutzen dazu die Hinweise, die ihnen ihr Teamleiter, der Geheimdienstchef, gibt.
Vor einer Runde werden 25 Karten mit je einem Codenamen in einem 5×5-Raster ausgelegt. Eine Codekarte markiert die 25 Felder mittels Farben als Agenten des roten oder blauen Teams (mit neun und acht Karten), Unbeteiligte (sieben) und Attentäter (eine). Diese Codekarte können nur die beiden Teamleiter (Geheimdienstchefs) sehen. Die Leiter geben jetzt abwechselnd ihren Mitspielern Hinweise, mit denen diese erkennen sollen, welche der Codenamen für eigene Agenten stehen.
Der Chef gibt seinem Team einen Hinweis in Form eines einzigen Wortes, das sich assoziativ auf die von seinem Team gesuchten Codenamen, welche auf den offen zu sehenden Spielkarten stehen, bezieht. Er nennt außerdem die Anzahl der Karten, auf die er sich bezieht. Er darf sonst nicht mit seinem Team kommunizieren. Die Mitglieder des Teams dürfen sich beraten und benennen eine Karte, deren Identität dann aufgedeckt wird. Ist es ein Agent des eigenen Teams, waren sie erfolgreich und dürfen einen weiteren Versuch wagen. Decken sie den Attentäter auf, verlieren sie sofort, und im Fall einer anderen Karte ist das gegnerische Team an der Reihe. Es gewinnt das Team, dessen Agenten zuerst komplett aufgedeckt sind oder dessen gegnerisches Team den Attentäter aufgedeckt hat.
Mit einer Sonderregel können auch zwei oder drei Spieler Codenames spielen. Sie treten dann in Form eines kooperativen Spiels gegen einen simulierten Gegner an.

## Ausstattung
Mitgeliefert werden 200 Karten mit je einem Codenamen pro Seite, so dass 400 verschiedene Begriffe im Spiel sein können. Dazu kommen 40 Codekarten, die jeweils in allen vier Ausrichtungen unterschiedliche Verteilungen zeigen. Mit 25 farbigen Karten werden die aufgedeckten Codenamen markiert: je acht für Rot und Blau, ein Doppelagent, ein Attentäter und sieben Unbeteiligte. Um die Zeit pro Zug zu begrenzen, liegt eine Sanduhr (90 Sekunden) bei.

## Zielgruppe
Codenames ist das am häufigsten ausgezeichnete Spiel des Jahrgangs 2016. Die Jury des Spiel des Jahres stellte fest: „Das Spiel mit Assoziationen übt einen Sog aus, dem sich kaum jemand entziehen kann“ und „[w]er gerne mit Sprache jongliert, wird Codenames lieben.“ Rezensionen verweisen darauf, dass Mitspieler mit Sprachgefühl nicht nur im Vorteil sind, sondern dass man nur mit solchen spielen sollte. „Je homogener die Spieler in Sachen Wortkunst, Assoziation, Bildung sind, desto besser wird das Wortspiel. Gibt es erhebliche Unterschiede, sinkt der Spielspaß – zum Teil drastisch.“ Dazu passt, dass Codenames in der ersten Auflage erst ab 14 Jahren empfohlen wurde; ab der zweiten Auflage wurde das Alter auf 10 Jahre gesenkt.

## Varianten
Im Oktober 2016 erschien mit Codenames Pictures eine Variante, die Bilder und Symbole anstatt Codenamen verwendet. Im Jahr 2017 erschien die „nicht jugendfreie Version“ Codenames Undercover. Ebenfalls im Jahr 2017 erschien ein dediziertes kooperatives Spiel für zwei Spieler – Codenames Duett. 2018 kam Codenames XXL hinzu.
Eine vom Verlag unabhängige quelloffene Online-Adaption des Spiels wurde auf GitHub veröffentlicht.